# أنغوس ماكلارين
أنغوس ماكلارين (بالإنجليزية: Angus McLaren)‏ (3 نوفمبر 1988–) ممثل أسترالي اشتهر بأدواره في المسلسلات التلفزيونية أهمها سمثينغ إن ذي إير، الشمس الفضية، إتش تو أو: جست أد ووتر وباكد تو ذ رافترز.

## بداية الحياة
كان ماكلارين الأصغر بين أشقائه الثلاثة، للأم كيرينا، ونشأ مع شقيقيه ريت وأيدان في ونثاجي، فيكتوريا. وترعرع في مزرعة ألبان بالقرب من بحيرة لوخ، تعود لأسلافه من اسكتلندا (لا تزال عائلته تعيش هناك) التحق بكلية ماري ماكيلوب الكاثوليكية الوطنية في ليونجاثا، فيكتوريا. وكان عازف الطبول في فرقة رابيدز المستقلة وكان مقرها في مدينة سيدني (باليه إمبريال) وعزف أيضاً على الغيتار في فرقة البانك بوغي لوينستينز.

## الأعمال الفنية
| السنة     | العنوان                | الدور                     | نوع العمل الفني |
| --------- | ---------------------- | ------------------------- | --------------- |
| 2000–2001 | سمثينغ إن ذي إير       | جيسون كاسيدي              | مسلسل تلفزيوني  |
| 2002      | دابل فيجن              | ضحية الجريمة في سانت لويس | فلم             |
| 2002      | نيبرز                  | مايكل توهي                | مسلسل تلفزيوني  |
| 2002      | وورست بست فرندز        | إدي                       | مسلسل تلفزيوني  |
| 2003      | بلو هيلرز              | براد ديلاني               | مسلسل تلفزيوني  |
| 2003      | ذ سادل كلب             | دارسي                     | مسلسل تلفزيوني  |
| 2003      | كراش بيرن              | بن (في سن الـ15)          | مسلسل تلفزيوني  |
| 2003      | نيبرز                  | جيمي كلارك                | مسلسل تلفزيوني  |
| 2004      | الشمس الفضية           | ديغنهارت بيل              | مسلسل تلفزيوني  |
| 2004      | فيرغوس ماكفيل          | بوب                       | مسلسل تلفزيوني  |
| 2005      | بلو هيلرز              | ماكس هاريسون              | مسلسل تلفزيوني  |
| 2005      | لاست مان ستاندينغ      | بريندان بارتون            | مسلسل تلفزيوني  |
| 2006–2010 | إتش تو أو: جست أد ووتر | لويس ماكارتني             | مسلسل تلفزيوني  |
| 2006      | كورت أوف لونلي رويلز   |                           | فلم             |
| 2008      | أول سانتس              | أنغوس ويلسون              | مسلسل تلفزيوني  |
| 2008–2013 | باكد تو ذ رافترز       | نيثان رافتر               | مسلسل تلفزيوني  |
| 2012      | كوايتوس                | سام                       | فلم قصير        |

## وصلات خارجية
- أنغوس ماكلارين على موقع IMDb (الإنجليزية)
- أنغوس ماكلارين على موقع روتن توميتوز (الإنجليزية)
- أنغوس ماكلارين على موقع ألو سيني (الفرنسية)
- أنغوس ماكلارين على موقع قاعدة بيانات الفيلم (الإنجليزية)
- أنغوس ماكلارين على موقع كينوبويسك (الروسية)
- معلومات عن أنغوس ماكلارين على تي في.كوم